# Antodynerus indecora
Antodynerus indecora är en stekelart som först beskrevs av Cameron 1910.  Antodynerus indecora ingår i släktet Antodynerus och familjen Eumenidae. Inga underarter finns listade i Catalogue of Life.